# Karl Thomas Franz von Breuner
Graf Karl Thomas Franz de Paula Breuner von Stübing-Fladnitz (* 13. Oktober 1719; † 1800) war ein österreichischer Adeliger, Präsident der innerösterreichischen Regierung, Appellationspräsident von Innerösterreich und Landeshauptmann der Steiermark.

## Leben
Karl Thomas Franz von Breuner entstammte der steirischen Linie des österreichischen Adelsgeschlechts Breuner. Sein Vater war Karl Adam Anton von Breuner, Geheimer Rat, Landeshauptmann der Steiermark und Oberster Erblandkämmerer in Görz, seine Mutter war Maria Josepha Gräfin von Starhemberg, Witwe des Grafen Johann von Herberstein. Wie sein Vater war Karl Thomas Oberster Erblandkämmerer in Görz, wurde auch Geheimer Rat und Kämmerer. Er war Präsident der Regierung von Innerösterreich in Görz, k. k. Appellationspräsident von Innerösterreich und von 1791 bis zum Tod Landeshauptmann der Steiermark, wie sein Vater und Großvater zuvor.
Karl Thomas Franz von Breuner heiratete Maria Theresia Valentina Gräfin von Lamberg (1717–1792), die Tochter von Karl Joseph Graf von Lamberg-Waldburg-Zeil, die Ehe blieb kinderlos.